# 노란목모란앵무
노란목모란앵무(학명: Agapornis personatus)는 앵무목 목도리앵무과 모란앵무속에 속하는 앵무새의 일종이다. 탄자니아에서 주로 서식하며 부룬디·케냐에도 일부 서식하며, 반려동물로서의 가치가 높아 자주 길러진다. 푸에르토리코·애리조나주 등지에서 본래 애완용이었다가 야생화된 개체가 관찰되기도 한다.